# Симеон (Нарбеков)
Архимандри́т Симео́н (в миру Серге́й Григо́рьевич Нарбе́ков; 14 (26) июля 1884, Сергиев Посад, Московская губерния — 17 января 1969, Рим) — архимандрит Русской православной церкви заграницей, долголетний настоятель; Свято-Николаевского храма в Риме (1916—1963).

## Биография
Окончил Сергиево-Посадскую гимназию и историко-филологический факультет Московского университета в 1907 году.
По определениям Совета Московской духовной академии от 6 сентября 1908 года принят в число студентов I курса без экзамена, а затем был зачислен в списки студентов II курса, с разрешением пройти курс богословских наук в три года.
В 1909 году пострижен в монашество в Академии, в 1910 году рукоположен в сан иеромонаха.
В 1911 году окончил Московскую духовную академию.
В 1916 году назначен настоятелем Свято-Николаевского храма в Риме с возведением в сан архимандрита.
В 1921 году был рекомендован для участия в Русском Зарубежном Церковном Соборе в Сремских Карловцах (Югославия).
В марте 1921 года судьбоносное собрание русской церковной общины, на котором было решено выйти из под опеки Министерства иностранных дел Советской России и организовать самостоятельный приход Русской Православной Церкви в Риме. В приход вошло около ста полноправных членов. Был организован приходской совет, возглавленный бывшим генеральным консулом Георгий Забелло. В приход как почётный член вошла и королева Греции Ольга Константиновна. Она скончалась в 1926 году; отпевал её архимандрит Симеон.
В 1926—1927 годы — благочинный приходов в Италии.
В 1927 году при разделении русского рассеяния на карловчан и евлогиан остался в подчинении Русской Православной Церкви Заграницей.
В 1943 году вышла его книга «Со страниц Евангелия: Поучения».
Неоднократно отказывался от епископства.
В 1966 году уволен за штат по старости.
Скончался 17 января 1969 года в Риме. Похоронен на римском кладбище Тестаччо.